# Hypocoela drepana
Hypocoela drepana là một loài bướm đêm trong họ Geometridae.